# Gare de Lagnieu
La gare de Lagnieu est une gare ferroviaire française fermée de la ligne d'Ambérieu à Montalieu-Vercieu, située sur le territoire de la commune de Lagnieu, dans le département de l'Ain, en région Auvergne-Rhône-Alpes. 

## Situation ferroviaire
Établie à 231 mètres d'altitude, la gare de Lagnieu est située au point kilométrique (PK) 6,210 de la ligne d'Ambérieu à Montalieu-Vercieu, entre les haltes fermées de Vaux et de Saint-Sorlin - Vertrieu.

## Histoire

### Mise en service
La gare de Lagnieu est mise en service le 5 septembre 1875, par la Compagnie des Dombes et des chemins de fer du Sud-Est lors de l'ouverture au service de la ligne d'Ambérieu à Montalieu-Vercieu. La gare dispose d'un important bâtiment voyageurs « type cinq portes avec un étage surbaissé », de trois voies et deux embranchements particuliers.

### Période active
En 1894, le Conseil général de l'Ain transmet à plusieurs reprises une demande d'agrandissement de la gare, mais celui-ci est refusé par le Ministère des Travaux publics.
Au début du XXe siècle, la gare est utilisée par la famille Defforey pour ses affaires dans le commerce de gros. Une desserte en voiture de l'hostellerie de la Chartreuse de Portes y est également assurée.

### Fermeture
Le trafic voyageur est reporté sur la route le 1er juin 1937,. 
L'ancien bâtiment voyageurs est démoli le 22 décembre 1987.
Le trafic de marchandises se poursuit jusqu'en 1989 sur la section Lagnieu - Villebois, et demeure encore aujourd'hui entre Lagnieu et Ambérieu, du fait de la présence d'une verrerie industrielle (usine de Lagnieu-Verallia). 
La desserte entre Lagnieu et la gare d'Ambérieu-en-Bugey est assurée par autocar.